# Piro Mani
Piro Mani, również Pirro Mani (ur. 14 kwietnia 1932 w Korczy, zm. 3 czerwca 2021 w Harrison) – albański aktor i reżyser.

## Życiorys
Był synem Kosty i Amali. W 1959 ukończył studia aktorskie w moskiewskiej GITIS. Po powrocie do kraju na osiem lat związał się z teatrem im. Andona Zako Çajupiego w Korczy. W 1967 przeszedł do stołecznego Teatru Ludowego (Teatri Popullor), gdzie skupił się na reżyserii. Wyreżyserował ponad 80 spektakli wystawianych przez scenę narodową. Równolegle prowadził wykłady dla studentów w Akademii Sztuk w Tiranie. W roku 1992 zrezygnował z pracy w teatrze.
Zadebiutował w filmie w 1965 rolą Stavriego Lary w filmie Vitet e para. Zagrał w czterech filmach fabularnych.
W 1989 został uhonorowany przez władze Albanii tytułem Artysty Ludu (alb. Artist i Popullit). W 2000 otrzymał tytuł Honorowego Obywatela Korczy. W tym samym roku przeniósł się wraz z rodziną do USA i otrzymał obywatelstwo amerykańskie.
Jego żoną była aktorka Pavlina Mani.

## Role filmowe
- 1965: Pierwsze lata jako Stavri Lara
- 1971: Góry pokryte zielenią
- 1981: Popiersie z brązu jako Sali Protopapa
- 1994: Daleko od barbarzyńców jako Luan Kodra